# ノースマン 導かれし復讐者
『ノースマン 導かれし復讐者』（ノースマン みちびかれしふくしゅうしゃ、The Northman）は、2022年のアメリカ合衆国の叙事詩的歴史アクションスリラー映画。監督はロバート・エガースが務め、脚本はエガースとショーンが共同で手掛けた。主要キャストとしてアレクサンダー・スカルスガルド、ニコール・キッドマン、クレス・バング、アニャ・テイラー＝ジョイ、イーサン・ホーク、ビョーク、ウィレム・デフォーが出演している。アムレートの伝説をモチーフにしており、ヴァイキングの王子アムレートが父を殺した叔父に復讐する物語で、作風は北欧神話からも影響を受けている。2020年8月から12月にかけて北アイルランド・アイルランド・アイスランドで撮影が行われた。
2022年3月28日にストックホルムでプレミア上映された後、4月22日からアメリカで劇場公開された。批評家からは演出・映像・脚本、キャストの演技（スカルスガルド、キッドマン、バング）を高く評価された。興行成績は低調だったが、VODなどの配信サービスで成功を収めている。

## ストーリー
西暦895年。小国の王オーヴァンディルは海外遠征を終え、妻グートルン王妃と息子アムレート王子が待つ島に凱旋する。自らの老いを感じたオーヴァンディルはアムレートを連れ、宮廷道化師ヘイミルの立会いの下で成人の儀式を執り行い、王位継承の準備を始める。儀式の中でヘイミルはアムレートに対し、「運命は初めから決まっており、そこから逃れることはできない」と告げ、アムレートは父王が殺された時は恥の中で生きるのではなく、必ず仇を討つことを誓う。翌朝、先王の非嫡出子でオーヴァンディルの弟フィヨルニルが反乱を起こして兄王を殺害し、王宮を占拠してグートルンを略奪する。命からがら叔父フィヨルニルの追跡を振り切ったアムレートは島を脱出し、叔父への復讐を誓う。
数年後。成長したアムレートはヴァイキングの戦士として各地を転戦していた。ある日、ヴァイキングたちはルーシ族の暮らすガルダリケの村を略奪し、アムレートは焼き払われたスヴェントヴィトの神殿で盲目の預言者に出会い、オーディンの意思（フィヨルニルへの復讐）を果たすように告げる。同時に預言者はアムレートの運命が「乙女王」に繋がっていると預言し、「雌狐の尾に従え」と助言する。翌朝、アムレートは「兄なき王」と称されるフィヨルニルがノルウェーのハーラル美髪王に領土を追われ、アイスランドで羊飼いとして暮らしていることを知る。彼はフィヨルニルの元に送られる奴隷の中に紛れ込んでアイスランド行きの船に乗り込み、そこでスラヴ人の魔女である白樺の森のオルガと出会う。フィヨルニルの農場に到着したアムレートとオルガは農場に買い取られ、アムレートはそこで母グートルンがフィヨルニルの息子グンナルを出産していたことを知る。
農場で労働に従事するアムレートは、ある日の夜に雌狐に招かれて魔導士と出会い、彼の能力でフィヨルニルに殺されたヘイミルの頭蓋骨と会話し、地獄の門にある魔剣ドラウグルの存在を聞かされる。アムレートは墳丘墓の中に入り、ドラウグとの闘いを経て魔剣ドラウグルを手に入れ、それを復讐の日のために農場に隠した。翌朝、アムレートはフィヨルニルと近隣の農場主ホーコンとの間で行うクナックトレイカーに出場することになる。勝負は死傷者が続出するなど過激化し、興奮したグンナルが勝負に飛び入りしてホーコンの部下ソルフィンに殺されそうになるが、アムレートに救われる。フィヨルニルの長子ソリルは義弟グンナルを救った褒美として、アムレートを奴隷たちの監督者に任命し、誰でも好きな女を選ぶように告げる。アムレートは勝利の祝宴の夜にオルガと一夜を過ごし、協力してフィヨルニルを倒すことを約束する。
フィヨルニルへの復讐を始めたアムレートはソリルの部下を惨殺し、オルガは食事に毒キノコを混ぜてフィヨルニルの部下たちを錯乱状態に陥らせる。農場が混乱状態に陥った隙にアムレートはフィヨルニルの館に潜入し、そこでグートルンに出会い正体を明かす。それに対してグートルンは、アムレートは自分が奴隷だった時にオーヴァンディルに犯されて生まれた望まぬ子供だったこと、オーヴァンディルとアムレートを殺すために自分がフィヨルニルに反乱を扇動したことを告げる。激怒したアムレートは館を立ち去り、ソリルを殺して彼の心臓を切り取って姿を消してしまう。
グートルンはアムレートの正体をフィヨルニルに伝え、彼を殺すように訴える。フィヨルニルはアムレートに協力していたオルガを殺そうとするが、そこにアムレートが現れて彼女の身柄とソリルの心臓の交換を提案する。アムレートはオルガを逃がすためにフィヨルニルに捕らえられて拷問を受けるが、オーディンが遣わしたカラスの群れに助けられ、オルガに連れられて農場を脱出する。アムレートは復讐を諦めてオルガと共に船に乗り込み、親族が暮らすオークニー諸島に向かおうとするが、オルガが双子を身籠っていること、そのうちの一人が預言者が告げた「乙女王」であることを知る。彼はフィヨルニルが生きている限りオルガと子供たちの身が危険と考え、オルガを船に残してフィヨルニルの元に向かう。
アムレートは農場に戻ると奴隷たちを解放し、フィヨルニルの部下たちを皆殺しにする。彼はフィヨルニルを探して館に乗り込むが、そこでグートルンに襲われて彼女を殺してしまう。母を殺されたグンナルは激怒してアムレートを刺すが、アムレートに反撃されて殺される。館に戻ったフィヨルニルは妻子の死を目の当たりにし、「地獄の門で待っている」とアムレートに告げ、妻子の遺体を担いで館を立ち去る。アムレートはヘクラ山の火口に向かい、そこでフィヨルニルと熾烈な決闘を繰り広げ、フィヨルニルの首を討ち取るが、アムレートも心臓を一突きにされる。息絶える寸前、アムレートはオルガと子供たちの姿を幻視し、オルガは自分たちの身が安全となり、彼との繋がりは絶えずに続くことを伝える。死者となったアムレートはヴァルキュリーに連れられ、ヴァルホルの門へと向かって天を昇るのだった。

## キャスト
※括弧内は日本語吹替。
- アムレート - アレクサンダー・スカルスガルド（津田健次郎）
  - 幼少期のアムレート - オスカル・ノヴァク[11]（熊谷俊輝）
- グートルン王妃 - ニコール・キッドマン（田中敦子）
- フィヨルニル - クレス・バング（石川禅）
- 白樺の森のオルガ - アニャ・テイラー＝ジョイ（戸松遥）
- オーヴァンディル大鴉王（英語版） - イーサン・ホーク（咲野俊介）
- ソリル - グスタフ・リンド（英語版）（近松孝丞）
- グンナル - エリオット・ローズ
- ヘイミル - ウィレム・デフォー（山路和弘）
- 預言者 - ビョーク[12]（並木愛枝）
- フィヨルニルの神官 - オルウェン・フエレ（英語版）（村松恭子）
- 魔導士 - イングヴァール・エッガート・シーグルソン（英語版）（浦山迅）
- ドラウグ - イーアン・ワイト（英語版）（上別府仁資）
- ソルフィン - ハフソー・ユリウス・ビョルンソン
- ハルドラ - ケイト・ディッキー（英語版）（山口協佳）
- ヴォロディミル - ラルフ・アイネソン（斎藤淳）
- 鉄髭のホーコン - マーレイ・マッカーサー（英語版）
- ヴァルキュリー - イネタ・スリウザイト

## 製作

### 企画

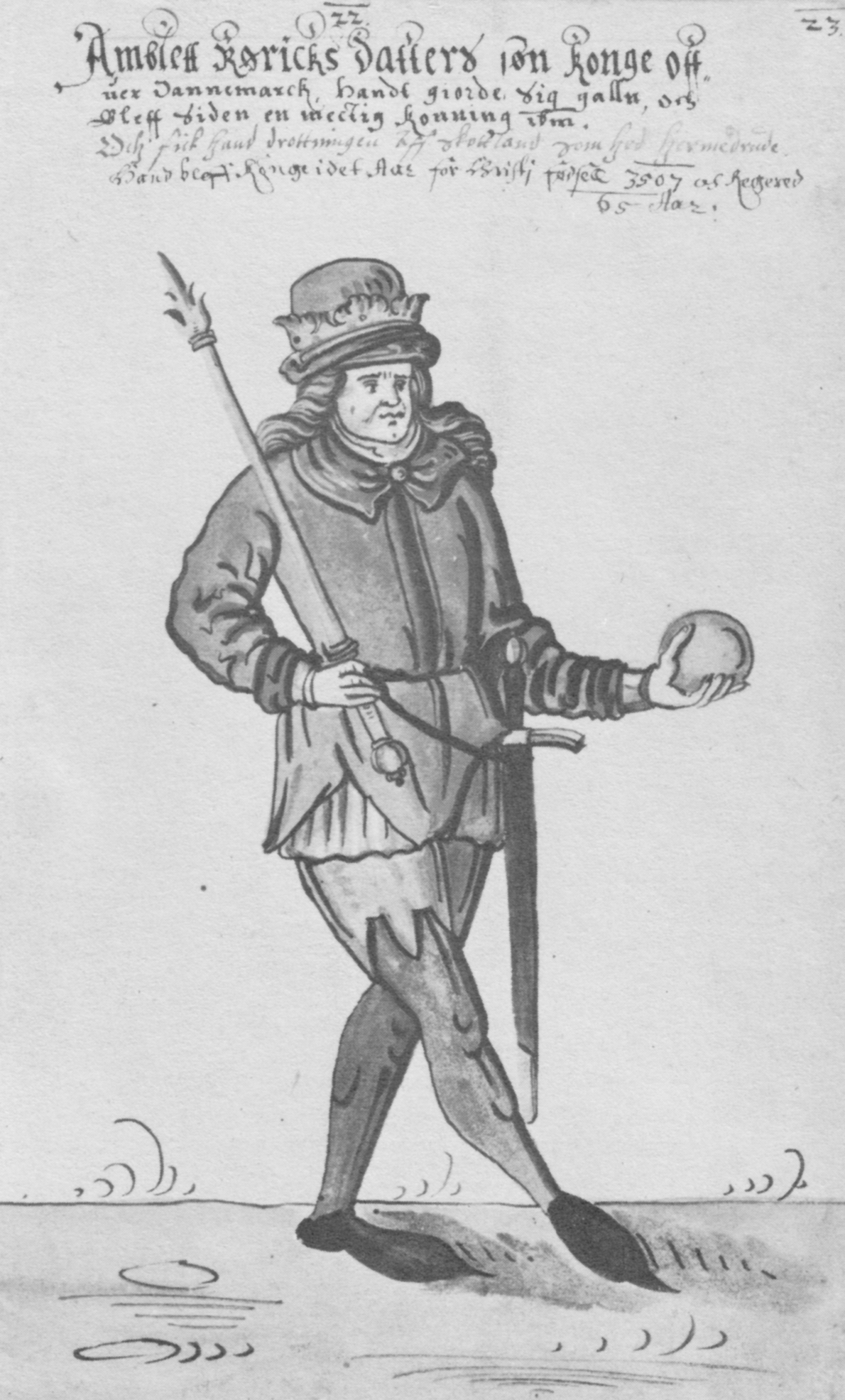
17世紀のデンマークの写本に描かれたアムレート

スウェーデン人家庭出身のアレクサンダー・スカルスガルドは幼少期からヴァイキングの歴史や北欧神話に魅了され、ラース・クヌーセンの協力を得てヴァイキングを題材にした企画を探し求めていた。スカルスガルドは2011年にワーナー・ブラザースから『The Vanguard』というワーキングタイトルの叙事詩的映画への出演を打診されたが、企画は途中で頓挫したため実現しなかった。一方、2016年にロバート・エガースはオールドノース・サガのファンである妻アレクサンドラ・シェイカーと共にアイスランドを旅行したことをきっかけに、ヴァイキングを題材にした映画の製作に興味を抱くようになった。また、エガースは旅行中にビョークと出会い、彼女からショーンを紹介された。2017年にスカルスガルドはエガースと面会して新作映画の構想について意見を交わし、その場でヴァイキングを題材にすることで意見が一致した。その後、エガースはショーンに連絡を取り、脚本執筆のために共同で資料収集を始めた。
『ノースマン 導かれし復讐者』はサクソ・グラマティクスが執筆したアムレート伝説を題材にしており、この伝説はウィリアム・シェイクスピアの悲劇『ハムレット』のモデルになったことでも知られている。エガースは脚本執筆に際して古エッダ、スノッリのエッダ、エギルのサガ、グレティルのサガ、エイルの人々のサガ、フロールヴ・クラキのサガを参考にしており、物語の大元は『コナン・ザ・グレート』から影響を受けたことを明かしている。この他、歴史考証顧問としてウプサラ大学の考古学教授ニール・プライス、アイスランド大学の民俗学教授テリー・ガネルとヴァイキング史教授ヨハンナ・カトリーン・フリードリクスドッティルが参加している。
2019年10月にヴァイキングを題材にした叙事詩的復讐劇映画の製作が公表され、エガースが監督、彼とショーンが共同脚本家を務めることが明かされた。この時点でスカルスガルド、ニコール・キッドマン、アニャ・テイラー＝ジョイ、ビル・スカルスガルド、ウィレム・デフォーは出演交渉中だった。同年12月にクレス・バングが出演することが報じられ、同月中に撮影準備が完了し、2020年からベルファストで撮影を開始する予定になっていた。2020年8月にはビョークと彼女の娘イザドラ・"ドア"・バーニーの出演が決まり、同時にケイト・ディッキーとイーサン・ホークの出演が報じられた。同年9月にはビル・スカルスガルドがスケジュールの都合で降板し、新たにグスタフ・リンドが起用された。

### 撮影
主要撮影は2020年3月から始まる予定だったが、COVID-19パンデミックの影響で延期された。同年8月から北アイルランドで撮影が始まり、87日間かけた撮影は同年12月上旬に終了した。ホーヴェンディルの村はアントリム県のトア・ヘッド、フィヨルニルの農場はラーン近郊のノックドゥーに建設した舞台セットで撮影を行い、ルーシ族の土地のシーンはポートグレノーン、クランボイ・エステート、シェーンズ城、バン川で撮影している。また、クライマックスシーンの戦場となるヘクラ山のシーンは、ベルファスト近郊のハイタウン採石場で撮影が行われた。この他、アイスランドのスヴィナフェル氷河とアークレイリでも撮影が行われている。

### ポストプロダクション
当初の製作費は6500万ドルだったが、最終的には7000万ドルから9000万ドルの予算が投じられた。エガースは『ノースマン 導かれし復讐者』の編集作業がキャリアの中で最も困難な作業だったと語っている。試写会では「第一部の展開がスローテンポ過ぎる」という反応が多く、さらに「古ノルド語の台詞が理解できない」という意見が出たため、台詞の大半をアフレコで差し替えている。2021年11月3日に最終カットが完成した。

### 音楽
映画音楽の作曲とプロデュースはトライ・アングルのアーティストだったロビン・キャロランとセバスチャン・ゲインズボローが手掛けている。2人は作曲に際して民俗学者ポール・ホクスブロと意見交換するなどヴァイキングの音楽史について研究し、タルハルパ、ラングスピル、セックピーパ、クラヴィク・ライアなどの北欧民族音楽の楽器を使用している。また、40人の弦楽器奏者を動員してブルローラーの音色を再現するなど、所有する楽器を用いて北欧民族音楽を作り出している。
2022年4月15日に43曲を収録したアルバムがバック・ロット・ミュージックから発売され、7月1日にはセイクリッド・ボーンズ・レコーズからCD、レコード、カセットテープが発売された。

## マーケティング
2022年4月、ニューヨーク市地下鉄に『ノースマン 導かれし復讐者』の宣伝ポスターが掲示されたが、タイトルが欠落したミスプリントだったことが判明した。この宣伝ポスターは文化史家のアイザック・バトラーがTwitterに投稿したことで話題を集めたが、翌日までに宣伝ポスターは撤去されている。また、サイモン・エイブラムスとエガースが映画製作秘話などを書いた『The Northman: A Call to the Gods』が発売されている。この本は2022年9月6日に発売予定だったが、延期された後に11月8日に発売された。

## 公開
当初のアメリカの公開予定日は2022年4月8日だったが、後に同月22日公開に延期された。配給はアメリカがフォーカス・フィーチャーズ、海外がユニバーサル・ピクチャーズが担当する。また、劇場公開に先立ち各国で特別上映会が開催され、3月28日にストックホルムのリゴレット・シネマ、同月30日にハンブルクのアスター・フィルム・ラウンジ、4月1日にローマのシネマ・トロイジ、同月5日にロンドンのオデオン・ラックス・レスター・スクエア、同月6日にベルファストのシネワールド、同月18日にロサンゼルスのグローマンズ・チャイニーズ・シアターでそれぞれ行われた。4月13日からデンマーク・ノルウェー・スウェーデンで、同月14日からチェコ・エクアドル・アイスランド・メキシコ・オランダ・スロバキア・スロベニア・ウルグアイで。同月15日からイギリス・アイルランドで劇場上映が始まった。
2022年5月13日からVOD、6月6日からデジタル配信が始まり、翌7日にはユニバーサル・ピクチャーズ・ホームエンターテイメントからDVD、Blu-ray、Ultra HD Blu-rayが発売された。

## 評価

### 興行収入
アメリカ合衆国・カナダでは『バッドガイズ』『マッシブ・タレント』と同じ日に公開され、オープニング週末の興行収入は3223劇場で800万ドルから1500万ドルを記録すると予測されていた。公開初日の興行収入は500万ドル（木曜日のプレミア上映の興行収入140万ドル含む）を記録し、オープニング週末の興行収入は1230万ドルを記録して週末興行成績第4位にランクインした。Deadline Hollywoodはターゲットとなる観客層が『マッシブ・タレント』と重なっていたことが興行収入に影響を与えたと指摘している。その後、公開第2週末に640万ドル（第4位）、公開第3週末に290万ドル（第6位）、公開第4週末に175万ドル（第7位）、公開第5週末に110万ドル（第10位）を記録している。公開第6週末には24万9660ドルを記録し、興行成績ランキング圏外になった。
海外市場では15市場で合計興行収入340万ドルを記録した。公開第2週末には公開地域が41市場に拡大して630万ドル、公開第3週末に450万ドル、公開第4週末に220万ドル、公開第5週末に250万ドル、公開第6週末に290万ドル、公開第7週末に140万ドルを記録している。

### ホームメディア
エガースは低調な興行成績について、「この映画は悪い市場の期待に応じてくれました……。ポストコロナの世界の常識といっても、たった3～4週間でVODリリースされたことにガッカリしているかですって?それはそうです。でも、VODの成績は好調なので、それで良しとしましょう」と語っている。PVODのリリース週末の成績はiTunesで第1位、Vuduで第3位、Google Playで第4位を記録しており、『バッドガイズ』『ザ・ロストシティ』と同程度の利益を出している。IndieWireは『ノースマン 導かれし復讐者』が両作よりも興行収入が少なかったにもかかわらずPVODの成績が同程度だった点に注目し、「『ノースマン 導かれし復讐者』は劇場からの収益が少なくても、露出することで大きく利益を増やすタイプの映画に見える」と指摘している。この翌週にはiTunesとVuduで第3位、Google Playで第4位を記録している 。
DVD/Blu-ray市場では、リリース初週のNPDビデオスキャン・ファーストアラート・チャート（DVD/Blu-rayの合計販売数チャート）と2022年6月11日までのBlu-ray販売チャートの両方で第1位を記録した。また、フォーカス・フィーチャーズの製作・買収担当役員のキスカ・ヒッグスは『ノースマン 導かれし復讐者』が黒字化したことを明言している。

### 批評
Rotten Tomatoesには371件の批評が寄せられ支持率は89%、平均評価は7.7/10であり、批評家の一致した見解は「血まみれの復讐劇で息を呑むような映像美の『ノースマン 導かれし復讐者』は、映画監督ロバート・エガースの特徴であるスタイルを一切犠牲にすることなく、その幅を広げている」となっている。Metacriticでは60件の批評に基づき82/100の評価となっており、CinemaScoreでは「B」評価、PostTrakでは好意的な評価が75%となっている。
ガーディアンのピーター・ブラッドショーは5/5の星を与え、映画のニヒリスティックなトーンとキャストの演技を高く評価し、「燃え盛る宇宙のような壮大なビジョンがあり、まったくもって途方もない作品だ。私は目を逸らすことができなかった」と批評した。デジタル・スパイのガブリエラ・ガイシンガーも5/5の星を与え、エガースの幻想的な演出と陰惨で超現実的な雰囲気を高く評価し、「『ノースマン 導かれし復讐者』が作り出す世界は、私をすっかり魅了してしまった」と批評している。MovieZineのアレクサンダー・カルデロは4/5の星を与えてスカルスガルドの演技とエガースの演出を高く評価しており、インディワイアのデイヴィッド・エールリッヒは映画を「原始的で力強く、とにかく凄い作品だ。人々の注目を集め、決して退屈させない」と批評している。GamesRadar+のマット・メイタムは5/5の星を与え、「本当に独創的で、必見の大作映画です」と批評している。インデペンデントのクラリス・ラウリーも5/5の星を与えて「美しい冒険」と批評し、RogerEbert.comのロバート・ダニエルズは3/4の星を与えて演出や映像、キャストの演技を高く評価したが、「深遠を求めて鑑賞すると、時折つまづいてしまうだろう」と指摘している。オースティン・クロニクルのリチャード・ウィテカーは演出を高く評価し、「映画における並外れた偉業だ」と称賛した。ニューヨーク・タイムズのA・O・スコットは映画の世界観と映像、脚本を高く評価し、「エガースの功績は寝具や調理器具にいたるまで、その世界を潔癖なまでに、そして狂信的に表現したことである」と批評した。
ザ・ニューヨーカーのリチャード・ブロディは、エガースの演出について「この映画には共感覚がなく、また視覚以外の感覚を呼び起こすものもない」と指摘し、「『ノースマン 導かれし復讐者』は、その素材を単に生焼けの状態で、あるいは丸焦げの状態でテーブルに並べているだけに過ぎない」と批判した。ローリング・ストーンのK・オースティン・コリンズは、「しばしば素晴らしい映像の饗宴が見られるが、この映画は先見の明があっても、ありきたりな物語を活性化させることは不可能であるという教訓を私たちに示してくれている」と批評している。

### 受賞・ノミネート
| 映画賞                                          | 授賞式          | 部門                                    | 対象                                                                                          | 結果       | 出典          |
| ----------------------------------------------- | --------------- | --------------------------------------- | --------------------------------------------------------------------------------------------- | ---------- | ------------- |
| 第5回ハリウッド批評家協会ミッドシーズン映画賞   | 2022年 7月1日   | 作品賞                                  | 『ノースマン 導かれし復讐者』                                                                 | ノミネート | [ 88 ]        |
| 第5回ハリウッド批評家協会ミッドシーズン映画賞   | 2022年 7月1日   | 監督賞                                  | ロバート・エガース                                                                            | ノミネート | [ 88 ]        |
| 第5回ハリウッド批評家協会ミッドシーズン映画賞   | 2022年 7月1日   | 主演男優賞                              | アレクサンダー・スカルスガルド                                                                | ノミネート | [ 88 ]        |
| 第5回ハリウッド批評家協会ミッドシーズン映画賞   | 2022年 7月1日   | 助演女優賞                              | アニャ・テイラー＝ジョイ                                                                      | ノミネート | [ 88 ]        |
| 国際ロケーション・マネージャー組合賞            | 2022年 8月27日  | 歴史映画ロケーション賞                  | - ソア・キアルタンソン - ナオミ・リストン - ゴードン・ウィチャリー                            | ノミネート | [ 89 ]        |
| 50周年記念サターン賞                            | 2022年 10月25日 | スリラー映画賞                          | 『ノースマン 導かれし復讐者』                                                                 | ノミネート | [ 90 ]        |
| 第26回ラスベガス映画批評家協会賞                | 2022年 12月12日 | アクション映画賞                        | 『ノースマン 導かれし復讐者』                                                                 | ノミネート | [ 91 ] [ 92 ] |
| 第26回ラスベガス映画批評家協会賞                | 2022年 12月12日 | 作曲賞                                  | 『ノースマン 導かれし復讐者』                                                                 | ノミネート | [ 91 ] [ 92 ] |
| 第26回ラスベガス映画批評家協会賞                | 2022年 12月12日 | 衣装デザイン賞                          | 『ノースマン 導かれし復讐者』                                                                 | ノミネート | [ 91 ] [ 92 ] |
| 第35回シカゴ映画批評家協会賞                    | 2022年 12月14日 | 衣装デザイン賞                          | リンダ・ミューア                                                                              | ノミネート | [ 93 ]        |
| 第17回ダブリン映画批評家協会賞                  | 2022年 12月15日 | 監督賞                                  | ロバート・エバース                                                                            | 第5位      | [ 94 ]        |
| 第17回ダブリン映画批評家協会賞                  | 2022年 12月15日 | 撮影賞                                  | ジェアリン・ブラシュケ                                                                        | 第7位      | [ 94 ]        |
| 第27回サンディエゴ映画批評家協会賞              | 2023年 1月6日   | ボディワーク特別賞                      | イーサン・ホーク                                                                              | 次点       | [ 95 ]        |
| 第7回シアトル映画批評家協会賞                   | 2023年 1月17日  | アクション振付賞                        | 『ノースマン 導かれし復讐者』                                                                 | ノミネート | [ 96 ]        |
| 第7回シアトル映画批評家協会賞                   | 2023年 1月17日  | 衣装デザイン賞                          | リンダ・ミューア                                                                              | ノミネート | [ 96 ]        |
| 第7回シアトル映画批評家協会賞                   | 2023年 1月17日  | プロダクションデザイン賞                | - ニーアム・コルター（セットデコレーター） - クレイグ・ラスロップ（プロダクションデザイナー） | ノミネート | [ 96 ]        |
| 国際映画音楽批評家協会賞                        | 2023年 2月23日  | アクション/アドベンチャー映画部門作曲賞 | - ロビン・キャロラン - セバスチャン・ゲインズボロー                                           | ノミネート | [ 97 ] [ 98 ] |
| 第3回クリティクス・チョイス・スーパー・アワード | 2023年 3月16日  | SF/ファンタジー映画賞                   | 『ノースマン 導かれし復讐者』                                                                 | ノミネート | [ 99 ]        |
| 第3回クリティクス・チョイス・スーパー・アワード | 2023年 3月16日  | SF/ファンタジー映画主演男優賞           | アレクサンダー・スカルスガルド                                                                | ノミネート | [ 99 ]        |